# Halecia impressa
Halecia impressa es una especie de escarabajo del género Halecia, familia Buprestidae. Fue descrita científicamente por Fabricius en 1775.